# Waveboard
Waveboard, caster board o vigorboard és un vehicle similar a un monopatí però amb dues seccions i una barra que els uneix, per poder-se impulsar fent esses.
Consisteix en dues plataformes independents unides per una barra metàl·lica de torsió, amb una roda en cada placa i rodaments abecs. Les dues plaques es poden moure d'un costat a l'altre, i amb això s'aconsegueix autopropulsar-se sense que calgui tornar a ficar el peu a terra. Fins i tot es pot pujar pendents amb un senzill moviment de maluc. Per avançar has de fer una "s" amb el monopatí.